# 1920年のスポーツ

## できごと
- 2月14日〜2月15日 - 第1回東京箱根間往復大学駅伝競走が「四大専門学校対抗駅伝競走」の名で開催される[1]。

## 総合競技大会
- 第7回アントワープオリンピック（4月20日～9月12日） - 日本の獲得メダル:銀2

| 第7回アントワープオリンピック        | 第7回アントワープオリンピック | 第7回アントワープオリンピック | 第7回アントワープオリンピック | 第7回アントワープオリンピック | 第7回アントワープオリンピック |
| 順位                                 | 国・地域名                    | 金                            | 銀                            | 銅                            | 計                            |
| ------------------------------------ | ----------------------------- | ----------------------------- | ----------------------------- | ----------------------------- | ----------------------------- |
| 1                                    | アメリカ                      | 41                            | 27                            | 27                            | 95                            |
| 2                                    | スウェーデン                  | 19                            | 20                            | 25                            | 64                            |
| 3                                    | イギリス                      | 16                            | 15                            | 13                            | 44                            |
| 4                                    | フィンランド                  | 15                            | 10                            | 9                             | 34                            |
| 5                                    | ベルギー                      | 14                            | 11                            | 11                            | 36                            |
| 6                                    | ノルウェー                    | 13                            | 9                             | 9                             | 31                            |
| 7                                    | イタリア                      | 13                            | 5                             | 5                             | 23                            |
| 8                                    | フランス                      | 9                             | 19                            | 13                            | 41                            |
| 9                                    | オランダ                      | 4                             | 2                             | 5                             | 11                            |
| 10                                   | デンマーク                    | 3                             | 9                             | 1                             | 13                            |
| 詳細はアントワープオリンピックを参照 |                               |                               |                               |                               |                               |

## アメリカンフットボール
APFA (American Professional Football Association, NFLの前身組織) が活動を開始。
- NFL優勝:アクロン・プロズ

## 大相撲
両国国技館が再建なったため、この年からふたたび国技館で本場所が開催された。
優勝掲額者
- 春（1月16日初日）:東張出横綱 大錦卯一郎（8勝1敗1分）
- 夏（5月14日初日）:西横綱 大錦卯一郎（9勝1敗）

優勝旗手
- 春:西前頭2枚目 大潮又吉（6勝1敗2分1預）
- 夏:東前頭筆頭 阿蘇ヶ嶽寅吉（6勝2敗1分1預）

## ゴルフ

### 世界4大大会（男子）
- 全米オープン優勝者：エドワード・レイ（ジャージー島）
- 全英オープン優勝者：ジョージ・ダンカン（イギリス）

［全米プロゴルフ優勝者：ジョック・ハッチソン（アメリカ）］
全英オープンだけは第1次世界大戦終戦後の再開が遅く、この年からとなる。

## 自転車競技

### ロードレース
- 第8回ジロ・デ・イタリア

総合優勝：ガエターノ・ベローニ（イタリア）
- 第14回ツール・ド・フランス

総合優勝：フィリップ・ティス（ベルギー）

## テニス

### グランドスラム
- 全豪選手権　男子単優勝：パット・オハラウッド（オーストラリア）
- 全仏選手権　男子単優勝：アンドレ・ゴベール（フランス）、女子単優勝：スザンヌ・ランラン（フランス）
- ウィンブルドン　男子単優勝：ビル・チルデン（アメリカ）、女子単優勝：スザンヌ・ランラン（フランス）
- 全米選手権　男子単優勝：ビル・チルデン（アメリカ）、女子単優勝：モーラ・マロリー（ノルウェー）

ウィンブルドン選手権の「チャレンジ・ラウンド」決勝で、日本の清水善造がチルデンに 4-6, 4-6, 11-13 で敗れる。チルデンは「オールカマーズ・ファイナル」で1919年度の優勝者ジェラルド・パターソンを破って初優勝した。全仏選手権だけは第1次世界大戦終戦後の再開が遅く、この年からとなる。

### アントワープオリンピック
- 男子シングルス　金：ルイス・レイモンド（南アフリカ）、銀：熊谷一弥（日本）、銅：チャールズ・ウィンスロー（南アフリカ）
- 女子シングルス　金：スザンヌ・ランラン（フランス）、銀：ドロシー・ホルマン（イギリス）、銅：キティ・マッケイン（イギリス）
- 男子ダブルス　金：マックス・ウーズナム＆ノエル・ターンブル（イギリス）、銀：熊谷一弥＆柏尾誠一郎（日本）、銅：マックス・デキュジス＆ピエール・アルバラン（フランス）
- 女子ダブルス　金：キティ・マッケイン＆ウィニフレッド・マクネアー（イギリス）、銀：ドロシー・ホルマン＆ジェラルディン・ビーミッシュ（イギリス）、銅：スザンヌ・ランラン＆エリザベス・ダイアン（フランス）
- 混合ダブルス　金：マックス・デキュジス＆スザンヌ・ランラン（フランス）、銀：マックス・ウーズナム＆キティ・マッケイン（イギリス）、銅：ラディスラフ・ツェムラ＆ミラダ・スクルブコワ（チェコ）

熊谷一弥が男子シングルス・男子ダブルスの2部門で、日本人のスポーツ選手として最初のオリンピックメダルを獲得した。女子ダブルスはこのアントワープ五輪が初開催だった。

## 野球

### 日本

#### 大学野球
四大学リーグ
- 春 - 早慶が明法に全勝。

#### 中等野球
- 第6回全国中等学校優勝野球大会決勝（鳴尾球場・8月19日）
関西学院中（兵庫県） 17-0 慶應普通部（東京府）

### アメリカ大リーグ
- ワールドシリーズ
クリーブランド・インディアンス（ア・リーグ） （5勝2敗） ブルックリン・ドジャース（ナ・リーグ）

## 誕生
- 1月6日 - 野口二郎（愛知県、野球、+2007年）
- 1月23日 - 服部受弘（愛知県、野球、+1991年）
- 2月1日 - ピエール・ドリオラ（フランス、馬術）
- 2月9日 - 鬼頭政一（愛知県、野球）
- 3月18日 - 保田隆芳（東京都、競馬）
- 3月23日 - 川上哲治（熊本県、野球）
- 4月3日 - ニーダ・センフ（オランダ、水泳、+1995年）
- 4月3日 - 吉葉山潤之輔（北海道、相撲、+1977年）
- 4月25日 - 西本幸雄（和歌山県、野球）
- 5月10日 - エリック・スタージェス（南アフリカ、テニス、+2004年）
- 7月17日 - フアン・アントニオ・サマランチ（スペイン、IOC第7代会長）
- 7月21日 - 金田正泰（京都府、野球、+1992年）
- 8月20日 - 田舛彦介（山口県、卓球、+2004年）
- 8月23日 - 別当薫（兵庫県、野球、+1999年）
- 9月8日 - 二本柳俊夫（神奈川県、競馬、+2006年）
- 9月28日 - 柚木進（広島県、野球、+1997年）
- 11月21日 - スタン・ミュージアル（アメリカ、野球）
- 12月15日 - 嶋清一（和歌山県、野球、+1945年）

## 死去
- 2月20日 - ロバート・ピアリー（アメリカ、探検家、*1856年）